# Histoire de Madrid

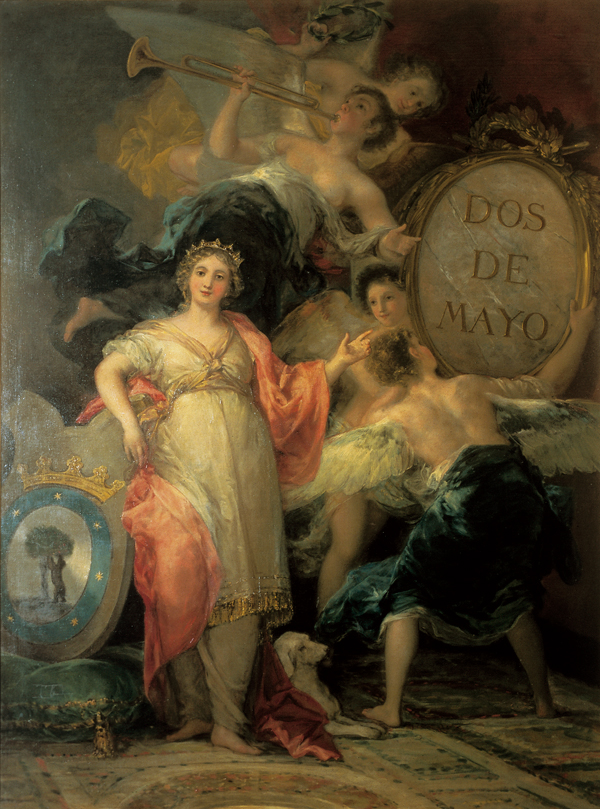
Allégorie de la ville de Madrid (1809), par Goya.

Cet article traite de l'histoire de Madrid. L'histoire de Madrid (Espagne) est marquée par l'établissement de la cour royale (juin 1561) et, avec la consolidation du pays, par sa transformation en capitale du royaume. Auparavant, le territoire de la ville actuelle était déjà peuplée avec l'établissement de communautés plus ou moins importantes.
Les découvertes archéologiques (haches de pierre, pointes de flèches solutréennes, céramiques, etc.) faites aux environs de Madrid témoignent de la présence de l'homme sur les rives du Manzanares dès le paléolithique inférieur. Grâce aux conditions particulièrement favorables tant du sol que de la faune et du climat, le « Madrilène » de cette époque abandonne rapidement le nomadisme. L'influence romaine se fait fort peu sentir sur ce territoire et, lors de la grandeur de Rome, l'on n'y compte qu'une centaine d'habitants, bergers et laboureurs. Au début de l'ère chrétienne, seuls les sommets de deux collines sont peuplés.
L'apparition du noyau de la Madrid actuelle remonte au IXe siècle, lorsque l'émir Muhammad Ier (852-886) construit une forteresse à l’emplacement actuellement occupé par le palais royal. Cette place forte est un poste de défense avancé destiné à protéger Tolède, située plus au sud.

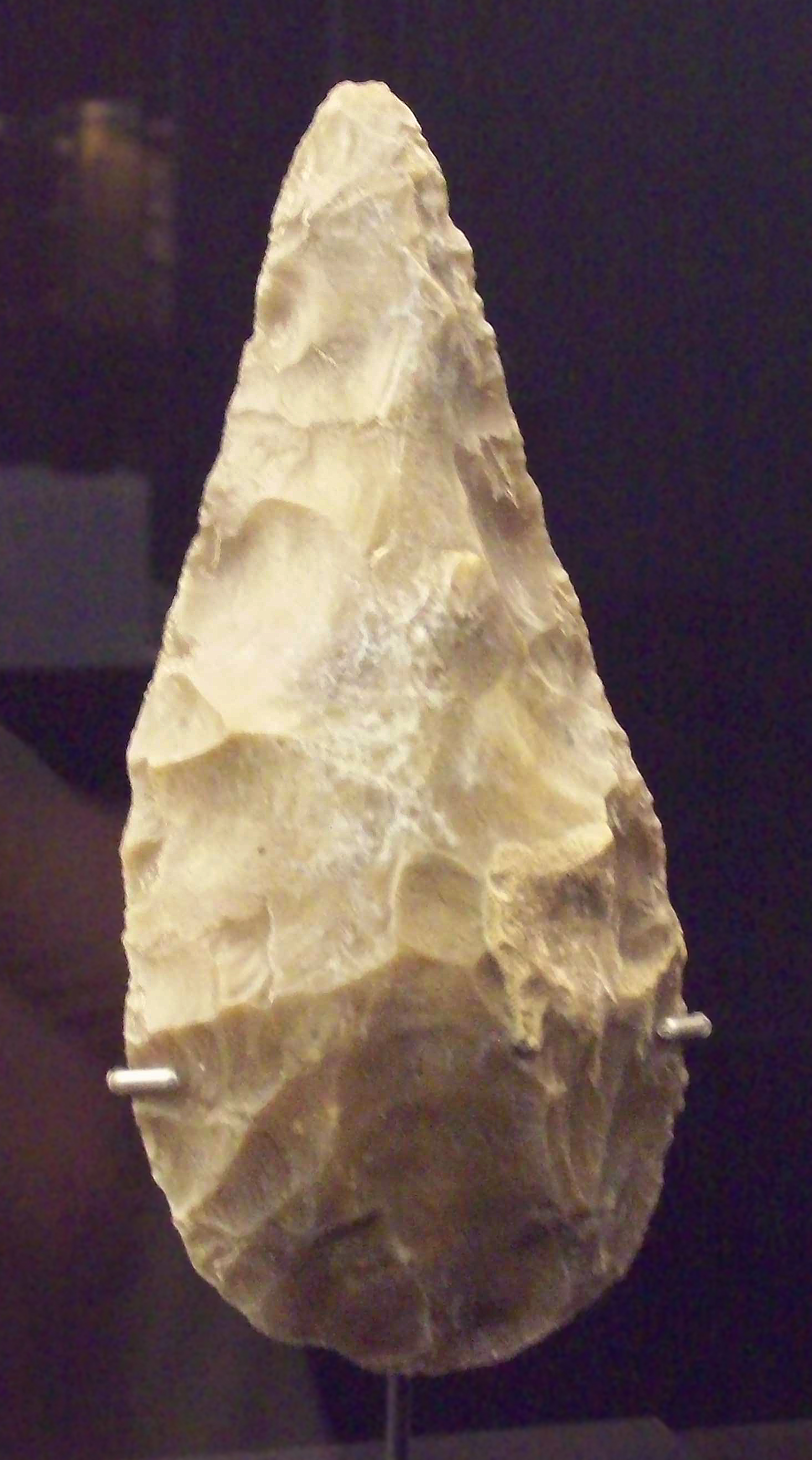
Biface acheuléen trouvé à Madrid (200000 ans BP, M.A.N.)

## Époques préhistoriques et romaines
Plusieurs découvertes archéologiques révèlent une présence humaine sur les terrasses de la rivière Manzanares dès le Paléolithique. Cependant, il n'existe pas de preuves de l'existence d'un peuplement fixe durant les époques romaine et wisigothique. Il y avait cependant un relais de poste (en latin, mansio) appelé Miacium, à l’emplacement de l’actuel quartier de Carabanchel, sur la voie qui reliait Titulcia à Ségovie.

## Origine et étymologie
Madrid a pour origine le mot مجريات , petits cours d'eau en arabe classique, se prononçant madjriat en arabe classique et madrit en arabe dialectecal d'Espagne.
Les premières mentions du nom désignent le fort construit sur les rives du Manzanares par Muhammad Ier, connu dans les textes arabes sous le nom de Mayrit (Magerit dans sa forme castillane).
La signification de Mayrit n’est pas claire, bien qu'il semble être l'hybride de deux noms de lieux : un mozarabe, matrice, qui signifie « source », et un autre arabe, majrà, qui signifie « chenal » ou « lit d’une rivière ». Tous deux font allusion à l'abondance des ruisseaux et des eaux souterraines de l'endroit.

## Domination musulmane

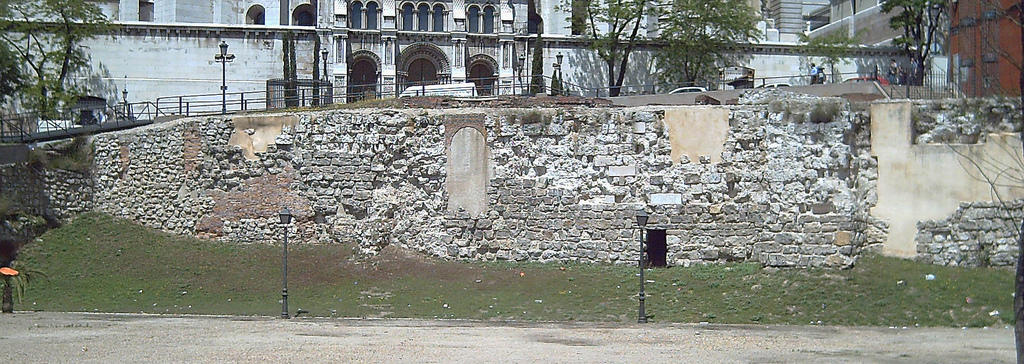
Vestiges de la muraille musulmane (IX).

La première trace historique de ce qu'est aujourd'hui la cité de Madrid, date de l'époque de la muraille musulmane de Madrid, concrètement à la fin au IXe siècle, quand l'émir cordouan Muhammad Ier (852-886) dresse une forteresse sur un promontoire près de la rivière du Manzanares, dans un endroit occupé actuellement par le palais royal. La fonction de cette forteresse est de surveiller les cols de la sierra de Guadarrama pour protéger Tolède, l'antique capitale wisigothe. Également celle de Ribat, c’est-à-dire, le point de rassemblement et de départ des campagnes contre les royaumes chrétiens du nord. Par exemple, en 977, Almanzor commence sa campagne à Madrid. Quand le califat de Cordoue se désintègre, cette capitale fait partie du royaume taïfa de Tolède.
À proximité de cette fortification, fut créée une minuscule enclave connue sous le nom de Mayrit (pour les chrétiens Magerit) laquelle fut l'objet de plusieurs attaques des rois chrétiens durant la Reconquête, par exemple, Ramiro II de León essaie de l'occuper en 932.
Quand Alphonse VI de León se rend à Tolède entre 1083 et 1085, la cité passe aux mains des chrétiens sans lutte, comme divers autres villages du royaume de Tolède.

## Conquête chrétienne
La cité est peuplée par des chrétiens, sans que soit expulsée sa population juive et musulmane (même si quelques-uns des édifices religieux musulmans sont réquisitionnés, comme la grande mosquée, transformée en église sous le patronage de Sainte-Marie).
De cette époque ancienne de domination chrétienne datent les cultes des patrons de Madrid. On aurait découvert une statue de la Vierge cachée dans la muraille extérieure de la ville le 9 novembre 1085. Cette légende est à l’origine du culte de la Vierge de l’Almudena, patronne de Madrid. Le Saint patron de la Ville, San Isidro, naît vers 1082 et meurt le 30 novembre 1172. La légende lui attribue plusieurs miracles.
Madrid se transforme en une ville castillane et en une commune libre liée à la couronne (ville du domaine royal) et dont les privilèges sont confirmés en 1123 par une Carta de Otorgamiento (charte de Privilèges), donnée par Alphonse VII) et en 1202 avec un fuero promulgué durant le règne de Alphonse VIII de Castille, lequel met sous la juridiction de Madrid trois sexmos (es) ou départements ruraux :
- Sexmo de Vallecas, formé par Vallecas, Vicálvaro, Ambróz, Coslada, Rivas, Vaciamadrid, Velilla, Rejas, Canillas, Hortaleza, Chamartín, Fuencarral et Fuentelfresno.
- Sexmo de Villaverde, formé par Villaverde, Getafe, Fuenlabrada, Torrejón de la Calzada, Casarrubios, Humanejos et Perales.
- Sexmo de Aravaca, formé par Aravaca, Las Rozas, Majadahonda, Boadilla, Alcorcón, Leganés, et los Carabancheles Yuso et Suso (Alto et Bajo) à l'exception du château et terre l'entourant appartenant à l'ordre de Santiago depuis 1206.

De cette manière, Madrid tiendra sous sa juridiction les terres et monts de Madrid ainsi qu'une partie de la Sierra. À cette époque on construit la seconda muraille de Madrid (connue comme muraille chrétienne).
Durant la première moitié du XIVe siècle, l'importance de la localité augmente à cause de sa situation stratégique sur les voies de transhumance qui commencent à se stabiliser et qui relient les plateaux nord et sud. De fait, aux Cortes de Alcalá de 1348, Alphonse XI, fixe à vingt quatre le nombre de cités ayant le droit d'être représentées aux Cortes de Castille, et la ville de Madrid est une d'elles ; quand Juan II réduit le nombre à dix huit, il maintient son droit de représentation. Également à cette période, l'archevêque de Tolède et conseiller privé du roi, don Gil de Albornoz, la convertit en archiprêtré, séparant son administration religieuse de Alcalá de Henares. En la seconde moitié du siècle, les monarques de la dynastie de la Maison de Trastamare (Henri III, Jean II et Henri IV) fréquentent la ville pour pratiquer la chasse. Le dernier d'entre eux maintient une maison (dans l'actuelle rue de Santa Clara), qui devient durant son règne l’une des résidences habituelles du roi de Castille. Les Cortes de Castille se réunissent jusqu'à trois fois dans la ville de Madrid durant cette période, preuve de la prédilection spéciale de la dynastie Trastamare pour la cité.
Durant le XVe siècle, la ville continue à croître pour atteindre environ 5 000 habitants à la fin du siècle. Les faits saillants les plus importants seront la reconnaissance de Madrid comme cité avec une représentation aux Cortes et l'expulsion des juifs en 1492 suivie par la destruction du ghetto de Lavapiés.

## Guerre des communautés de Castille
Durant l'année 1520, le malaise des cités castillanes face à Charles I va en s'accroissant. Pendant les cortes convoquées d'abord à Saint-Jacques-de-Compostelle et ensuite à La Corogne, plusieurs cités, dont Madrid, refusent de voter les subsides que le roi réclame pour financer le couronnement impérial en Allemagne. Finalement, les communautés de Castille se soulèvent dans plusieurs cités.
Madrid se joint au mouvement et unit ses troupes sous le commandement de Juan de Zapata. Celui-ci, avec les capitaines communautaires Juan Bravo (Ségovie), Juan de Padilla (Tolède) et Francisco de Maldonado (Salamanque) représente les castillans soulevés devant la reine Jeanne I à Tordesillas, où elle était recluse.
L’insurrection prend fin en juin 1521, quand, après la déroute des troupes communautaires à Villalar et un siège, l'armée royale entre dans Madrid.

## La capitale et les Habsbourg
Après avoir étouffé la révolte communautaire, Charles Quint se montre généreux avec Madrid et lui concède les titres de Coronada e Imperial (couronnée et impériale). Débute alors la transformation du vieil alcazar arabe.
En juin 1561, alors que la ville compte déjà 30 000 habitants, Philippe II transporte la cour de Tolède à Madrid, l'installant dans l'antique alcazar. Les raisons que l'on donne à ce transfert sont très variées : parmi elles, la nécessité de préserver la Cour de l'influence du puissant archevêque de Tolède, et la grande tristesse de la jeune reine Isabelle de Valois, qui étouffait entre les murs du sévère alcazar tolédan. Il était urgent pour son époux de trouver un nouveau siège pour la Cour. Le microclimat madrilène, plus doux que celui de Tolède, et la situation géographique de la ville et son magnifique environnement naturel, en faisaient une excellente candidate. Madrid est par la suite devenue un centre politique de la monarchie.
Avec l'arrivée de la cour, la population de la cité commence à croître à un rythme accéléré. Sont construits des édifices nobles, des églises et des couvents. Les plus remarquables sont ceux fondés par le roi, comme le monastère de l'Incarnation et celui du monastère des Déchaussées royales. On abat la vieille enceinte et, en 1566, on en construit une nouvelle, la troisième de l’histoire madrilène. Une importante population destinée à satisfaire les besoins de la cour afflue alors, ainsi qu'un grand nombre de prétendants, d’aventuriers, d’aspirants aux charges et de fripons, décrits par la littérature du Siècle d'or. Les décisions royales modèlent la physionomie de la cité : en raison du manque de lieux habitables décents pour ses nobles et conseillers, le roi fait exproprier les seconds étages des maisons, qui deviennent sa propriété. La conséquence de cette mesure est que les nouvelles constructions n'ont plus qu'un seul étage et son dotées d’un patio comportant un second étage échappant à la vue des autorités municipales. En 1562, Philippe II achète les champs et les jardins de ce qui sera plus tard la Casa de Campo pour en faire une réserve de chasse. Au moment de l'unification avec le Portugal, en 1580, Philippe passe trois ans à Lisbonne puis se réinstalle à Madrid. Fernand Braudel commentera longuement ce choix qui changea la face du monde. Le retour à Madrid marque en effet la volonté d'une politique plus continentale et européenne alors que l'installation dans la capitale portugaise signifiait une politique plus ultramarine, c’est-à-dire davantage tournée vers les colonies.
En 1601, Philippe III, suivant les conseils de son favori, Francisco Goméz de Sandoval y Rojas, duc de Lerma, ordonne le 11 janvier 1601 le transfert de la cour à Valladolid, où elle reste cinq ans. Le 4 mars 1606, la cour revient à Madrid. Après ce retour, Philippe III prend des décisions qui auront un fort impact pour l'aspect futur de la cité : en 1616 il ordonne la construction de la Plaza Mayor et en 1618 il achète et agrandit avec des jardins et des fontaines les terrains qui actuellement constituent le Parc du Retiro.
Son fils et successeur, Philippe IV, ordonne de construire, en 1625, la quatrième muraille de Madrid, qui se maintiendra jusqu'au milieu du XIXe siècle. Durant le règne de Philippe IV, Madrid vivra une période exceptionnelle de splendeur culturelle, avec la présence dans la ville de grands auteurs littéraires tels que Cervantes, Quevedo, Góngora, Velázquez, Lope de Vega ou Calderón de la Barca.
Pendant la dynastie des Habsbourg, la ville subit une transformation fondamentale. Le noyau initial de l’époque médiévale (autour de l'actuelle rue de Segovia) se déplace vers les abords de l'Alcazar rénové. On construit alors tous les édifices nécessaires à l'administration de la Monarchie hispanique : la Ceca (hôtel de la Monnaie) (sur l'actuelle place de l'Orient), le palais de los Consejos (actuelle Capitanía General), la Cárcel de Corte (actuel siège du ministère des Affaires extérieures), etc.

## Premiers Bourbons

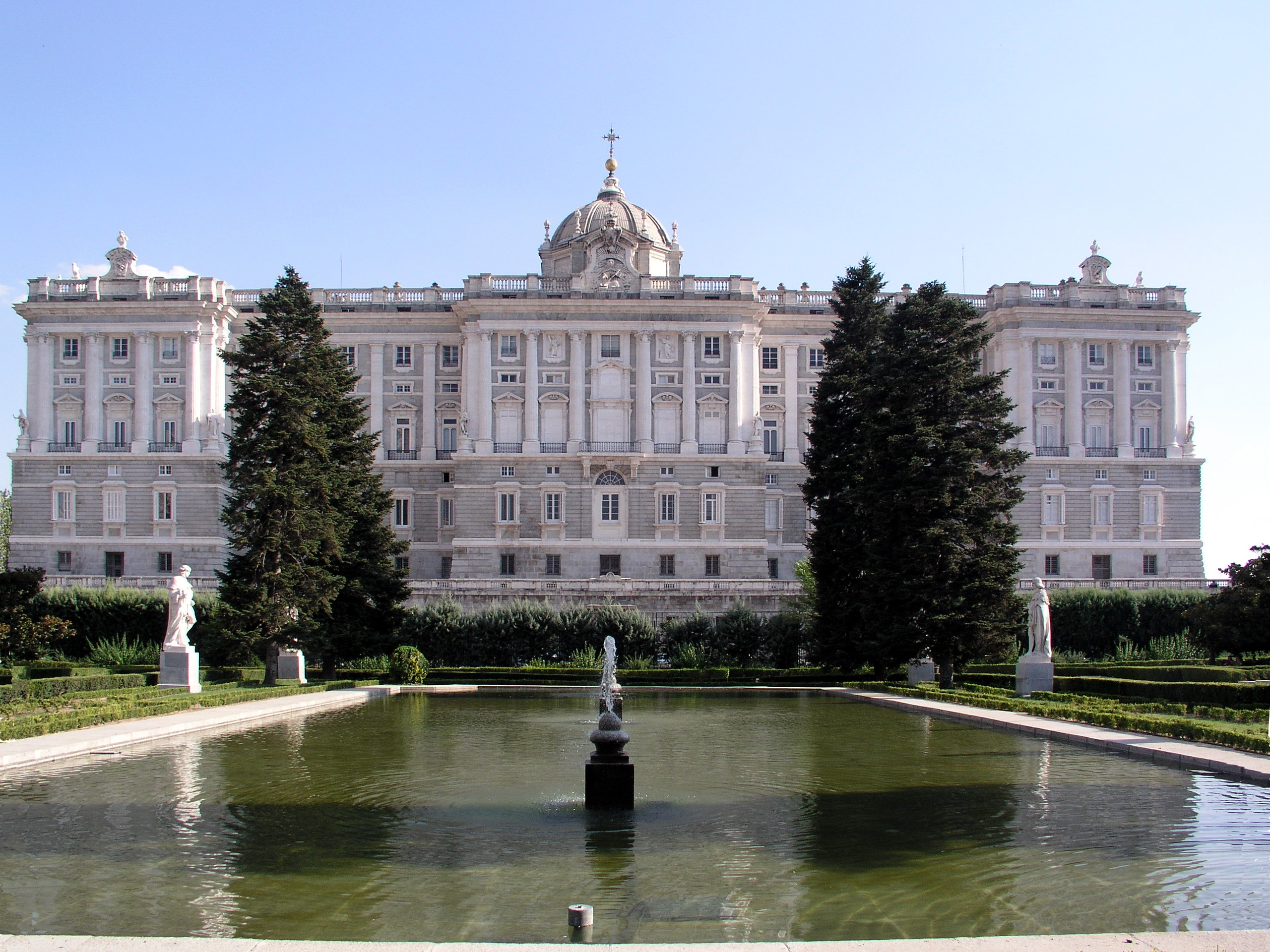
Façade nord de le palais royal de Madrid (1738–64; 1778).

À la mort de Charles II, éclate la guerre de Succession d'Espagne, dans laquelle dès le début Madrid soutient les prétentions de Philippe d'Anjou. La ville est occupée par une armée anglo-portugaise qui proclame roi l'archiduc Charles d'Autriche sous le nom de Charles III en 1706. En 1710, Madrid reste fidèle à Philippe V.
Philippe V entame les premières étapes d'une réforme de l'urbanisme de la capitale. Les transformations urbaines ont commencé pendant la magistrature du Marquis de Vadillo (1715-1730) dans la périphérie sud-ouest de la cité. Sous la direction de Pedro de Ribera, on construit le Pont de Tolède et son accès. On aplanit la rive gauche du Manzanares où on élève l'église de la Vierge du Port. En même temps, à l’emplacement de l'ancien alcazar détruit par un incendie en 1734, on commence en 1738 la construction du Palais Royal. Il est à souligner que l'austérité excessive de l'alcazar ne plaisait pas au roi, habitué au raffinement de la cour de France. La construction du palais est confiée à Juan Bautista Sachetti. Elle se prolongera jusqu'au règne de Charles III (en 1764), sous la férule des architectes Sabatini et Ventura Rodríguez.
Après le roi réformateur Ferdinand VI, commanditaire de la construction du Couvent des Visitandines royales (Salesas Reales), arrive sur le trône Charles III, qui sera connu comme le meilleur maire (alcalde) de Madrid. Charles III se propose de faire de Madrid une capitale digne de ce nom, en aménageant des promenades, en créant des systèmes d'égouts et d'éclairage public, en pavant les rues et en ornant la cité de monuments. On commence également la construction de cimetières en dehors de la ville plutôt que dans les églises et les couvents.
Si Charles III est reconnu comme l’un des plus grands bienfaiteurs de Madrid, ses débuts ne furent pas de tout repos : en 1766, il eut à faire face à la révolte contre Esquilache, un mouvement traditionaliste inspiré par la noblesse et le clergé contre les tendances rénovatrices qu'amenaient Charles III et son ministre le marquis d'Esquilache. Le prétexte en était le décret sur l'habillement qui ordonnait le raccourcissement des capes et l'interdiction de l'usage des chapeaux qui cachaient les visages.
Du règne de Charles III datent la basilique Saint-François-le-Grand (1761-1770) ; la Casa de Correos, actuel siège de la présidence de la communauté de Madrid (1766-1768) ; la Casa Real de la Aduana, actuel siège du ministère des Finances (1769), la porte d'Alcalá (1769-1778) ou le palais de Benavente, actuel ministère de la Défense (1777).
D'autres faits saillants sont l'ouverture au public du parc du Buen Retiro (1761) ; le début des travaux du Salón del Prado (1775) (ce qui plus tard deviendra le Paseo del Prado avec les fontaines de Neptune, Apollon et Cybèle) ou du musée du Prado, conçu pour être un cabinet d'histoire naturelle (1785) ; la reconstruction de l'Hôpital général, actuellement musée national centre d'art Reina Sofia (1776) ou la création du Jardin botanique (1781), en remplacement de celui plus ancien de Migas Calientes.  En outre, le projet de la Cuesta de San Vicente (1767-1777) progresse et on construit la calle Real (rue Royale).
Le règne de Charles IV, au milieu des cataclysmes qui touchent l'Europe, n'est pas très marquant pour Madrid. L'unique fait à mentionner est le début du remodelage définitif de la Plaza Mayor (1790).
La population de la Madrid croit avec le progrès et la paix qui accompagnent l'arrivée sur le trône de Ferdinand VI. En 1787, on réalise le premier recensement officiel, qui donne un chiffre de 156.672 habitants.
Cependant, la cité, enfermée dans l'enceinte de 1625, ne peut croître au même rythme, ce qui fait monter le prix des logements. On construit donc dans tous les recoins disponibles, ce qui accroît l'insalubrité et l'entassement. Malgré cela, la population la plus défavorisée, qui ne peut même pas aspirer à un misérable taudis à l'intérieur de l'enceinte, va s'établir à l’extérieur des remparts. Des faubourgs surgissent, misérables au sud de la cité, comme ceux de Injurias et Peñuelas, et moins défavorisé au nord, comme celui de Chamberí.

## Guerre d'indépendance

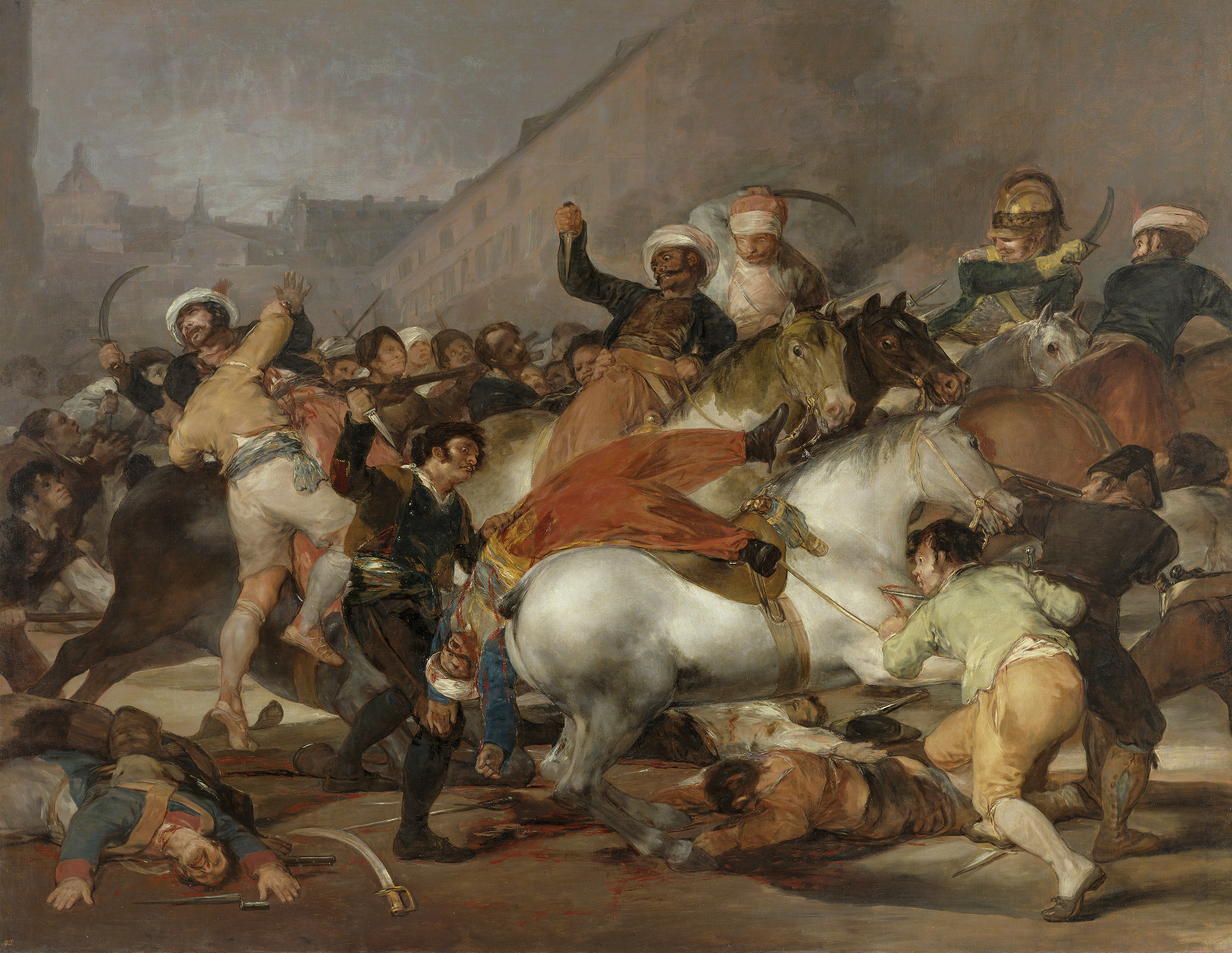
Charge des Mamelouks. Francisco Goya. Musée du Prado

Le 27 octobre 1807, Charles IV et Napoléon signent le traité de Fontainebleau, qui autorise le passage des troupes françaises par le territoire espagnol pour s’unir aux troupes espagnoles et envahir le Portugal (pays qui refusait d'appliquer le blocus international contre l'Angleterre). En février 1808, Napoléon, prétextant que le blocus contre l'Angleterre n'était pas respecté par tous les ports espagnols, envoie une puissante armée aux ordres de son beau-frère, le général Murat. Des troupes françaises entrent en Catalogne et occupent les places qu'elles rencontrent sur leur passage. En février et mars 1808, des cités comme Barcelone et Pampelune passent sous domination française.
Sur ces entrefaites a lieu, le 17 mars 1808, le soulèvement d'Aranjuez, au cours duquel le prince héritier écarte son père du trône et prend sa place sous le nom de Ferdinand VII. Cependant, quand Ferdinand VII retourne à Madrid, la cité se trouve déjà occupée par Murat. De ce fait, aussi bien le roi que son père se trouvent virtuellement prisonniers de l'armée française. Napoléon, profitant de la faiblesse des Bourbons espagnols, oblige le père puis le fils à le rejoindre à Bayonne. Ferdinand VII y parvient le 20 avril.
En l'absence des rois, la situation se fait de plus en plus tendue dans la capitale. Le 2 mai, la foule commence à affluer devant le palais royal. Elle voit les soldats français faire sortir du palais les membres de la famille royale qui s'y trouvaient encore. Lorsque les Français expulsent l'infant Francisco de Paula, la multitude se lance à l'assaut des carrosses au cri de ¡Que nos lo llevan! (Ils nous l'enlèvent). Les soldats français tirent sur la foule. La lutte durera des heures et s'étendra à tout Madrid. Les militaires espagnols, à cause de la confusion institutionnelle ambiante, restent passifs dans leurs casernes. Seul la caserne d'artillerie située dans le Palais de Monteleón prend finalement les armes contre les Français, sous la direction des capitaines Luis Daoíz y Torres et Pedro Velarde Santillán. Après avoir repoussé une première offensive française commandée par le général Lefranc, les soldats succombent aux renforts envoyés par Murat. Peu à peu, les foyers de résistance tombent. Des centaines d'Espagnols, hommes et femmes, et de soldats français, meurent dans cet affrontement. Le tableau de Goya La Carga de los Mamelucos illustre les combats de rue de cette journée.
La répression est cruelle. Dans le Salón del Prado et dans les champs de La Moncloa, on fusille par centaines des patriotes, en application du décret de Murat visant « tout espagnol qui porte des armes ». Le tableau El Tres de Mayo de 1808 en Madrid : los fusilamientos en la montaña del Príncipe Pío, de Goya, illustre la répression qui mit fin au soulèvement populaire du Dos de Mayo.
Pendant ce temps à Bayonne, Napoléon maintient isolés les membres de la famille royale. Le 6 mai 1808, Ferdinand VII, qui a subi des menaces de mort, rend la couronne à son père. Celui-ci l'avait auparavant cédée à Napoléon qui l'avait attribuée à son frère aîné, Joseph Bonaparte. Ce sont les Abdications de Bayonne. Le 7 juillet, Joseph est couronné, prête serment devant les cortes réunies à Bayonne et devient Joseph I. Il se met ensuite en route vers Madrid, où il arrive le 20. À peine dix jours plus tard, il abandonne la cité, après la déroute française de la bataille de Bailén.
Cependant, après la défaite espagnole de Somosierra (30 novembre 1808), les troupes françaises entrent à nouveau dans Madrid.
Joseph I Bonaparte (1808-1813) essaie d'appliquer un programme réformiste, avec l'aide de ceux que l'on appelle afrancesados (les « francophiles »). Dans cet esprit là, il ordonne la destruction de couvents et d'églises dans les zones saturées de Madrid pour les transformer en places et voies publiques (pour cela le peuple de Madrid le surnomma le Roi des Squares). C'est ainsi que sont nées les places de Santa Ana, las Cortes, Mostenses, San Martín ou Ramales, remplaçant les emplacements des couvents détruits. Cependant, le projet le plus ambitieux fut la création d'une grande place à côté de la façade orientale du palais royal, au prix de la destruction d'un grand nombre de maisons et de quelques autres édifices (Casa del Tesoro et Couvent de San Gil). Aujourd'hui, nous la connaissons sous le nom de Place de l'Orient. Joseph Bonaparte ne verra pas la fin de ce projet, que l'on continuera en 1817 sous le règne de Ferdinand VII. La création des premiers cimetières en dehors de la cité est également due à Joseph Bonaparte (cimetières généraux du Nord et du Sud). Il n'y eut plus d'enterrements dans les églises et dans les couvents.
La libération de la cité se soldera par la destruction d'ensembles précieux, comme le palais du Buen Retiro. De l’ancien palais, seuls subsistent le Salón de Reinos (actuel Musée de l'armée) et le Salón de Baile (actuel Casón del Buen Retiro).

## XIXesiècleet Restauration

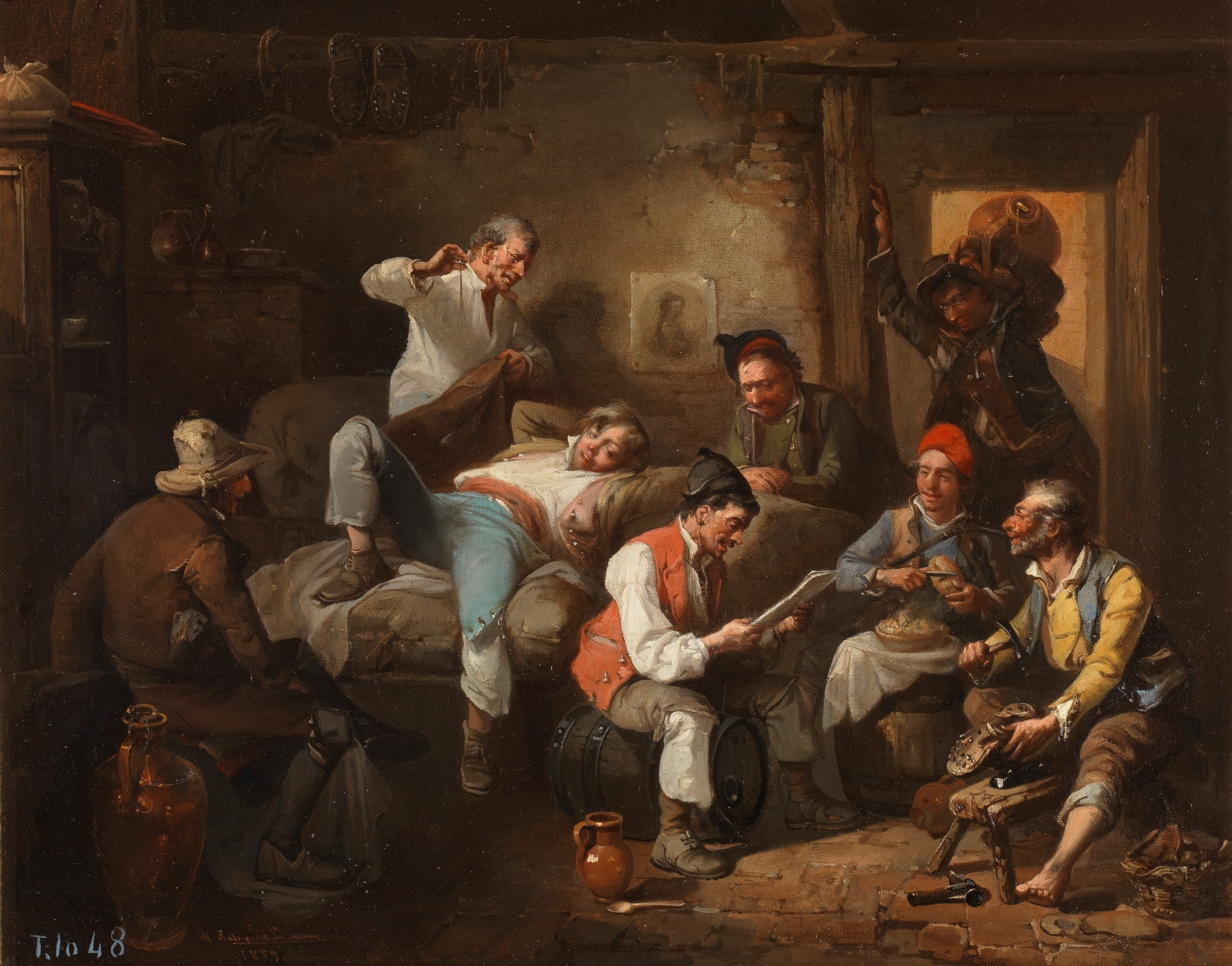
Porteurs d'eau galiciens à Madrid, peinture de Manuel Rodríguez de Guzmán, 1859.

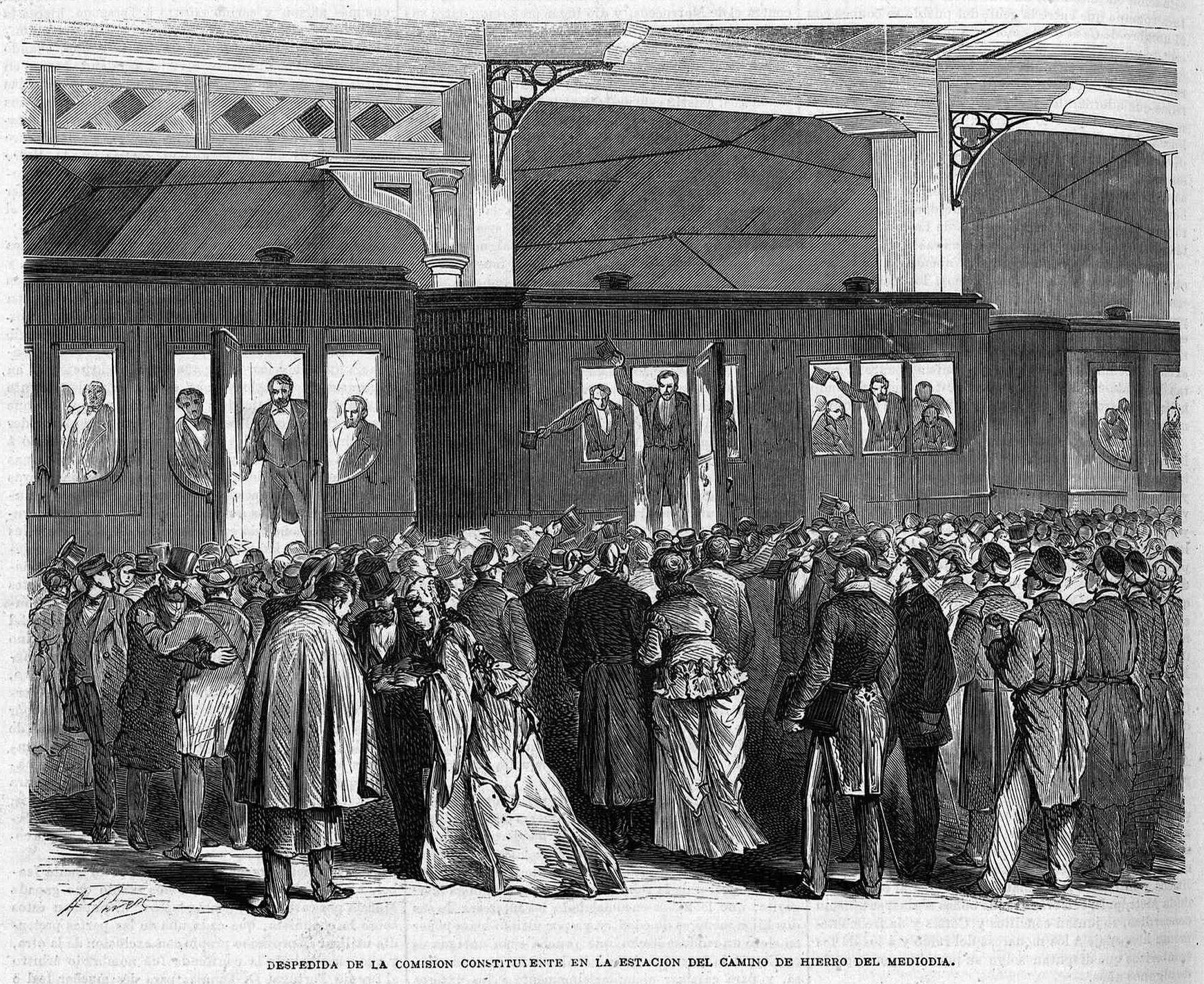
Embarquement de la Commission constituante à la gare d'Atocha, gravure d'Alfredo Perea, La Ilustración de Madrid, 1870.

En dépit des derniers soubresauts absolutistes du règne de Ferdinand VII, la guerre d'indépendance fait de l’Espagne un pays libéral et bourgeois, ouvert aux influences venues du reste de l'Europe. Madrid vit comme aucune autre ville d’Espagne les transformations issues de cette ouverture et se remplit de théâtres, de cafés et de journaux. C'est la Madrid romantique, qui connaît régulièrement des poussées révolutionnaires et des pronunciamientos (coups d’Etat) tels que le pronunciamiento de Vicálvaro orchestré en 1854 par le général O'Donnell, qui a marqué le début du Biennat progressiste).
Mais ce ne sont pas seulement les cafés et théâtres qui vont changer la physionomie de la cité. En 1836 se crée l'Universidad Central, née du transfert définitif de l'ancienne université d'Alcalá de Henares dans la capitale. En 1850 est inauguré le palais des Cortes, actuel Congreso de los Diputados et le 9 février 1851 le chemin de fer Madrid-Aranjuez, la seconde voie ferrée de la péninsule. Vers 1858, l'approvisionnement en eau de la capitale se rationalise par la construction du canal d'Isabelle II, qui amène l'eau du Lozoya à Madrid.
En ce qui concerne le tracé de la cité, Madrid n'a pas subi de transformation significative jusqu'au milieu du XIXe siècle, époque pendant laquelle ont été démolis des couvents et ont été ouvertes de nouvelles rues et places, à la suite de la vente des biens monastiques de Mendizábal (1834-1853). Le premier accroissement significatif de la cité s'est produit vers 1860, quand la bourgeoisie obtient la démolition de l'enceinte de Philippe IV, grâce au plan Castro et la réalisation des nouveaux quartiers. À partir de la restauration de Alphonse XII, la cité va acquérir un autre caractère, reflété dans les romans et écrits de Pérez Galdós et Pío Baroja. Madrid dépasse alors les 400 000 habitants. Conséquence de l'expansion de la cité, on commence à créer les premiers moyens de transport public. En 1871, sont ouvertes les premières lignes de tramway, qui unissent la Puerta del Sol aux quartiers plus éloignés du centre.
Au début du XXe siècle, Madrid conserve plus les caractéristiques d'une ville ancienne que celles d'une cité moderne. Durant le premier tiers du XXe siècle, la population madrilène double pratiquement et finit par dépasser les 950.000 habitants. La nécessité d'infrastructures que cette croissance impose, ont entrainé l'absorption, suivant les voies de communication radiales, de noyaux de population jusqu'alors séparés de Madrid : vers le sud-ouest les Carabanchels (Alto et Bajo) ; vers le nord, Chamartín de la Rosa, par la route de Valence, Vallecas ; par la route de l'Aragon, Vicálvaro et Canillejas et par la route de Burgos, Fuencarral. De nouveaux faubourgs comme las Ventas, Tetuán ou el Carmen accueillent le prolétariat nouvellement arrivé, pendant que dans les nouveaux quartiers s'installe la bourgeoisie madrilène.
Le début du siècle est une époque de développement du terrorisme anarchiste. Le 31 mai 1906 Alphonse XIII contracte mariage avec Victoire-Eugénie de Battenberg. Quand le cortège se dispose à sortir dans la calle Mayor, depuis le numéro 88, l'anarchiste Mateo Morral lance une bombe camouflée dans un bouquet de fleurs. Le couple royal est indemne mais l'explosion provoque un massacre autour du carrosse. En 1912, l'anarchiste Manuel Pardiñas assassine le président du gouvernement, José Canalejas, de trois coups de feu devant la librairie San Martín, en pleine Puerta del Sol.
Les années 1920 furent des années de prospérité, qui se traduisent par l'ouverture de la Gran Vía, dans le but de décongestionner le centre ancien ou le projet d'urbanisme moderne de Arturo Soria dans la Ciudad Lineal et par l'extension du métro, dont la première ligne (Sol-Cuatro Caminos) avait été inaugurée en 1919.

## Dictature franquiste
Durant les années 1940 et 1950, Madrid a absorbé treize communes limitrophes (en 1947, Chamartín de la Rosa ; en 1948, Carabanchel Alto et Carabanchel Bajo ; en 1949, Barajas de Madrid, Hortaleza, Canillas, Canillejas et Aravaca ; en 1950, Vicálvaro, Fuencarral, Vallecas et El Pardo ; en 1954, Villaverde), faisant passer sa superficie de 66 km² à 607 km². Le Plan de Ordenación del Área Metropolitana, approuvé en 1963, 
marque le début de la tendance à dévier la concentration de population de Madrid vers des communes métropolitaines comme Alcobendas, Alcorcón, Coslada, Fuenlabrada, Getafe, Leganés, Móstoles, San Sebastián de los Reyes et San Fernando de Henares.

## Démocratie
Les attentats qui ont touché Madrid le jeudi 11 mars 2004 constituent une série d'attentats meurtriers condamnés par la communauté internationale comme étant un acte de terrorisme. Plusieurs explosions de bombes, posées par des islamistes marocains, se sont produites dans des cercanías (trains de banlieue) à Madrid le matin de cette journée. Ils constituent l'acte terroriste le plus meurtrier en Europe depuis 1988 et occasionnent la mort de près de deux cents personnes, mille neuf cents étant blessées.